# Áhmed Ramzi
Áhmed Megahid Ramzi (arabul: أحمد رمزي); (1965. július 25. – ) egyiptomi válogatott labdarúgó. 

## Pályafutása

### Klubcsapatban
1984 és 1996 között az Ez-Zamálek játékosa volt, melynek tagjaként három bajnoki címet (1988, 1992, 1993) szerzett és két alkalommal (1986, 1993) nyerte meg a bajnokcsapatok Afrika-kupáját. 

### A válogatottban
1981 és 1992 között 93 alkalommal szerepelt az egyiptomi válogatottban és 34 gólt szerzett. Részt vett az 1990-es világbajnokságon, ahol a Hollandia és az Anglia elleni csoportmérkőzésen kezdőként lépett pályára. Az Írország elleni találkozón nem kapott lehetőséget. Tagja volt az 1986-os afrikai nemzetek kupáján aranyérmet szerző válogatott keretének és részt vett az 1992-es afrikai nemzetek kupáján.

## Sikerei, díjai
Ez-Zamálek
- Egyiptomi bajnok (3): 1987–88, 1991–92, 1992–93
- Bajnokcsapatok Afrika-kupája győztes (2): 1986, 1993
- Afro-ázsiai klubok kupája győztes (1): 1987
- CAF-szuperkupa győztes (1): 1994

Egyiptom
- Afrikai nemzetek kupája győztes (1): 1986